# Мікрорайон Коновальця (Дрогобич)
Мікрорайон Коновальця (або Райони) — один з двох густозаселених спальних районів м. Дрогобича, розташований компактно в його північно-східній частині, до якого відносимо забудову 1-го субрайону Коновальця (частина вулиці Володимира Великого, власне "Райони"), 2-го субрайону Коновальця (у народі "Нью-Йорк"), 3-го субрайону ("Італійський Квартал") та 4-го субрайону ("Шведський Квартал").
|                                          | Частина міста, де розташований мікрорайон Коновальця, колись відносилася до «Задубича»*, яке було частиною дрогобицького передмістя Задвірне. Вже на карті останньої чверті XVIII ст. ми бачимо, що тут проходила якась вузька дорога вбік Рихтич, яка локалізується майже в тому місці (або неподалік), що й вулиця, яка йде від вул. В.Великого попри магазин «Світанок». Згадана дорога йшла від моста на вул. Млинарській. Сама територія нинішньої вулиці була колись власністю «передміщан-цибульників». Так, станом на 1853 рік землі нинішнього Коновальця належали різним господарям: чимало ділянок мала тут родина Флюнтів (Микола, Федь, Ігнат, Тимко, Стась, Даниїл), Михайло Мак, Дмитро Лободич, Іван Нємилович, Онофер Олексин, Іван Губицький, Андрусь Модрицький, Миколай Колинецький, Михайло Коцюба, Дмитро Коссак, тощо. Це були довгі смуги ділянок за будинками, в яких власники жили аж при вул. Стрийській. |
| — Олег Стецюк, краєзнавець, 03244.com.ua | |

## Об'єкти мікрорайону

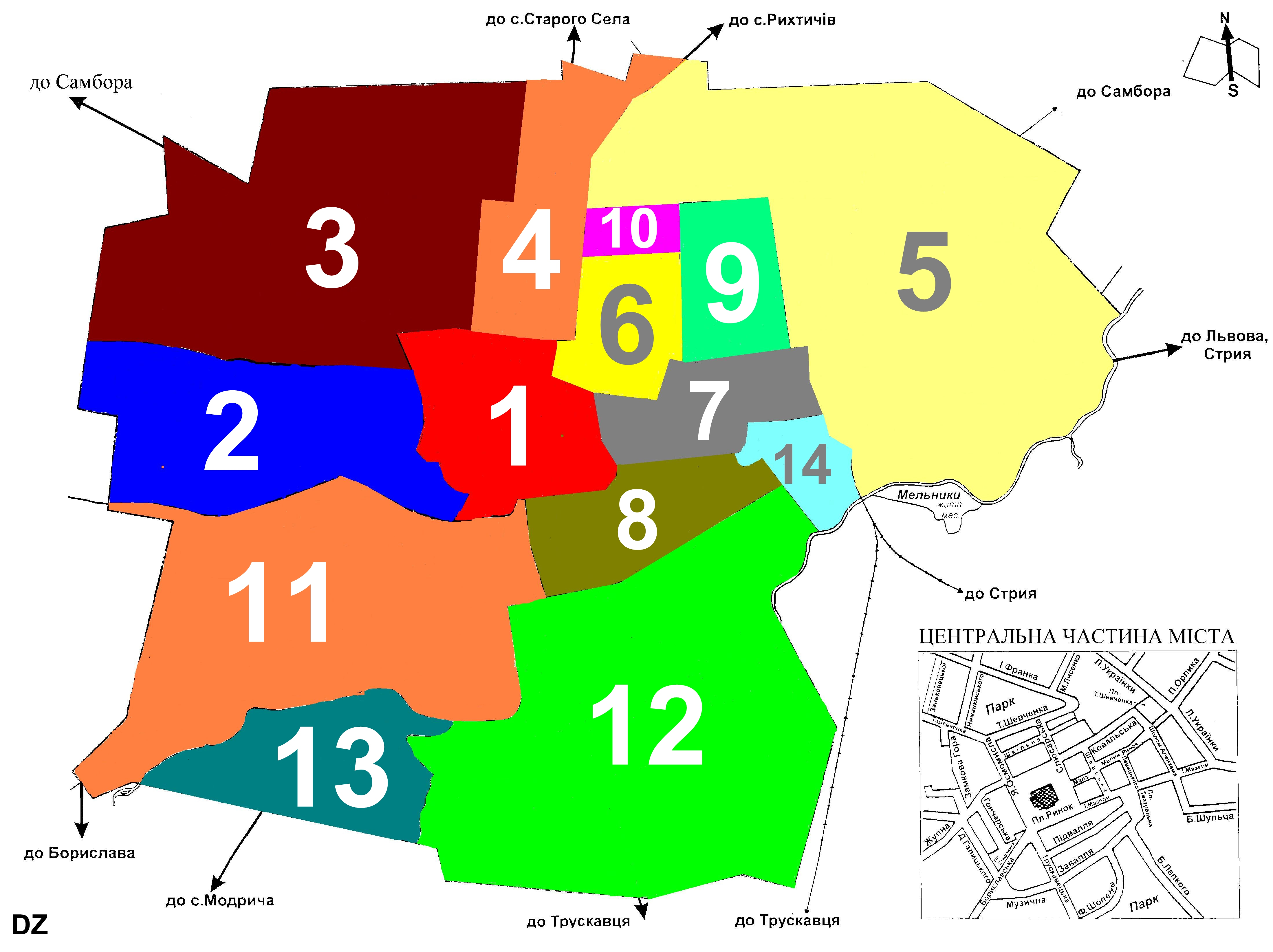
Номером 9 позначено Мікрорайон Коновальця

Житловий масив мікрорайону збудований на озерах, налічує понад 22 житлові будинки (переважно на 5 поверхів, деякі будинки чеського планування), 2 дерев'яні храми в гуцульському та в бойківському стилі (церква Святих Дрогобицьких мучеників  Северіяна, Якима та Віталія УГКЦ і Покрови Пресвятої Богородиці ПЦУ), дитячий садок № 13 «Казка», школа № 10, станом на 2012 рік на території району функціонує: Ринок «Володар», гаражний кооператив «Мрія», поштове відділення, місцеве телебачення ТРК «АЛСЕТ», радіо міста та регіону «Твоє радіо», кінцева зупинка маршруту № 10 «Центр-Коновальця» біля продуктового маг."ІВА", ОСББ «Резон-1», ОВІР

## Неофіційні назви мікрорайону
Мікрорайон має декілька неофіційних назв (сучасних мікротопонімів) як:
- «Райони» — перша неофіційна назва мікрорайону;
- «Нью-Йорк» — нова частина вул. Коновальця, будинки №  7-13;
- «Італійський квартал» — нова частина вул. Коновальця, будинки №  15-17. Назва доречно узагальнює проблему заробітчанства, що будувало і будує вулицю понині.
- «Шведський квартал» — житловий комплекс, зведення якого почалось у 2024 році.

## Церкви «Нью-Йорка»

Церква Дрогобицьких священномучеників Северіяна, Якима та Віталія

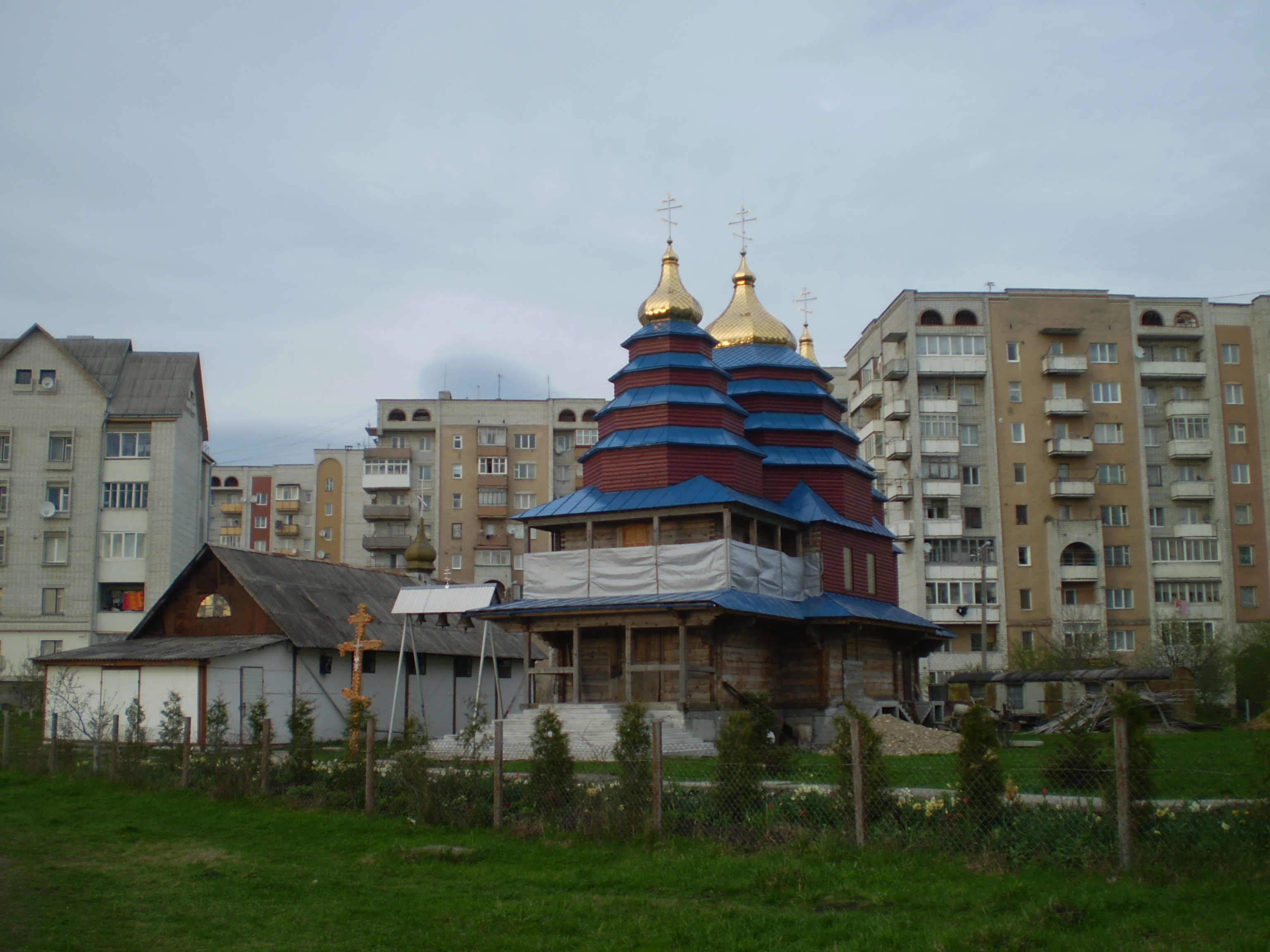
Церква Покрову Пресвятої Богородиці

27 червня 2010 у Дрогобичі на вул. Є.Коновальця освятили величний за архітектурним виконанням дерев'яний храм дрогобицьких великомучеників-отців Северіяна, Віталія та Якима. Будівництво церкви, настоятелем якої є отець-декан Іван Паньків, тривало два роки. А перед тим від 2002 року для потреб парафіян цього мікрорайону діяла тимчасова церковця, зведена за підтримки тодішнього нардепа Петра Димінського.
До зведення нового храму долучилися: дрогобицька громада, численні спонсори і меценати, отець Іван Паньків.
Також, неподалік від  храму дрогобицьких великомучеників-отців Северіяна, Віталія та Якима, функціонує ще одна церква — Покрови Пресвятої Богородиці, розташована на північному сході Дрогобича, у мікрорайоні Євгена Коновальця, на вулиці Олеся Гончара, 8.14 жовтня 2013 року церкву Покрови Пресвятої Богородиці освятив Макарій (Малетич) митрополит Львівський УАПЦ. Настоятелем храму є митрофорний протоієрей Дмитро Малетич.

## Додаткові відомості
- Відстань від мікрорайону до центру міста становить: пішо — 25 хв, транспортом (маршрутним таксі) — 10 хв, таксі (або власним авто)- 7 хвилин.
- Вигідне близьке розташування до залізничного вокзалу.
- Межі мікрорайону чітко неокреслені, адже триває його розбудова в бік с. Рихтичі.
- В часи злив мікрорайон потерпає від води, тому частково він «відрізаний» від решти міста.
- Вважається, що тут народилося одне дрогобицьке слово "цимблики"[2],  що означає "маленькі діти".